# Helene Marie Fossesholm
Helene Marie Fossesholm (* 31. Mai 2001 in Øvre Eiker) ist eine norwegische Skilangläuferin.

## Werdegang
Fossesholm, die für den Eiker SK startet, wurde im Jahr 2018 norwegische Juniorenmeisterin im Sprint, über 7,5 km klassisch und über 5 km Freistil. Im folgenden Jahr gewann sie bei den Nordischen Junioren-Skiweltmeisterschaften in Lahti jeweils die Silbermedaille über 5 km Freistil und im 15-km-Massenstartrennen und die Goldmedaille mit der Staffel und wurde erneut norwegische Juniorenmeisterin im Sprint, über 10 km Freistil und 5 km klassisch. Nach zwei dritten Plätzen über 10 km bei FIS-Rennen in Beitostølen zu Beginn der Saison 2019/20 nahm sie im Dezember 2019 in Lillehammer erstmals am Skilanglauf-Weltcup teil. Dabei holte sie mit dem 18. Platz im Skiathlon ihre ersten Weltcuppunkte. Bei den Nordischen Junioren-Skiweltmeisterschaften 2020 in Oberwiesenthal holte sie die über 5 km klassisch und im 15-km-Massenstartrennen jeweils die Goldmedaille. Zudem wurde sie Sechste mit der Staffel und Fünfte im Sprint. Zu Beginn der folgenden Saison erreichte sie beim Ruka Triple mit dem zweiten Platz in der Verfolgung ihre erste Podestplatzierung im Weltcup und errang damit den sechsten Gesamtrang. Es folgten einige Podestplatzierungen bei nationalen Rennen und in Trondheim der norwegische Meistertitel über 10 km Freistil. In Lahti Ende Januar 2021 holte sie mit der Staffel ihren ersten Weltcupsieg und errang im Skiathlon den zweiten Platz. Beim Saisonhöhepunkt, den nordischen Skiweltmeisterschaften in Oberstdorf, gewann sie die Goldmedaille mit der Staffel. Zudem kam sie dort auf den 25. Platz im 30-km-Massenstartrennen, auf den achten Rang über 10 km Freistil und auf den sechsten Platz im Skiathlon. Zum Saisonende wurde sie im Engadin Siebte im 10-km-Massenstartrennen und Fünfte in der Verfolgung und erreichte abschließend den 15. Platz im Gesamtweltcup und den neunten Rang im Distanzweltcup. In der Saison 2021/22 wurde sie in Lillehammer Dritte mit der Staffel und belegte bei den Olympischen Winterspielen 2022 in Peking den 18. Platz im Skiathlon sowie den fünften Rang mit der Staffel.

## Erfolge

### Weltcupsiege im Team
| Nr. | Datum           | Ort   | Disziplin          |
| --- | --------------- | ----- | ------------------ |
| 1.  | 24. Januar 2021 | Lahti | 4 × 5 km Staffel 1 |

### Siege bei Continental-Cup-Rennen
| Nr. | Datum             | Ort           | Disziplin                   | Serie            |
| --- | ----------------- | ------------- | --------------------------- | ---------------- |
| 1.  | 4. Januar 2020    | Nes Skianlegg | 20 km Freistil              | Scandinavian-Cup |
| 2.  | 3. März 2024      | Hommelvik     | 10 km Freistil              | Scandinavian-Cup |
| 3.  | 14. Dezember 2024 | Lillehammer   | 20 km klassisch Massenstart | Scandinavian-Cup |
| 4.  | 10. Januar 2025   | Falun         | 10 km Freistil              | Scandinavian-Cup |
| 5.  | 11. Januar 2025   | Falun         | Sprint Freistil             | Scandinavian-Cup |
| 6.  | 12. Januar 2025   | Falun         | 10 km klassisch             | Scandinavian-Cup |

## Teilnahmen an Weltmeisterschaften und Olympischen Winterspielen

### Olympische Spiele
- 2022 Peking: 5. Platz Staffel, 18. Platz 15 km Skiathlon

### Nordische Skiweltmeisterschaften
- 2021 Oberstdorf: 1. Platz Staffel, 6. Platz 15 km Skiathlon, 8. Platz 10 km Freistil, 25. Platz 30 km klassisch Massenstart, 6. Platz Staffel